# Lita Pezo
Lita Melissa Pezo Cauper (Iquitos, 4 de abril de 1999), más conocida como Lita Pezo, es una cantante peruana.
Participó en diversos concursos de talentos de la televisión peruana. Se dio a conocer en la escena musical peruana cuando tenía solo catorce años tras ganar la primera temporada del concurso de imitación musical infantil Yo soy kids en el año 2014, cuando imitó a Isabel Pantoja, personaje con el cual recibió el apodo artístico de la Pantojita. Posteriormente consiguió popularidad como solista al ganar la quinta temporada del concurso de canto La voz Perú en el año 2022.
En 2023 debutó en el teatro; protagonizando el musical Oz, la bruja y el mago, además de actuar en la obra Antes de que te vayas. Considerada una de las principales artistas de su generación.
Abrió conciertos de Valeria Lynch, Marisela, Sin Bandera y Daniela Romo, en Chile y Perú. Además de colaborar en producciones musicales con Sergio George y José Abraham.
Fue finalista del Festival de Viña del Mar de 2024, junto con el compositor José Abraham, con la canción Luchadora, siendo tendencia nacional y felicitada por diferentes entidades del Estado como: la Municipalidad de Lima, Ministerio de la Mujer, Ministerio de Cultura y la presidenta de la República del Perú, Dina Boluarte.

## Primeros años
Lita Melissa Pezo Cauper nació el 4 de abril de 1999 en Iquitos, Loreto, Perú. Es integrante de una numerosa familia de artistas musicales, en que su padre cantante e instrumentista es su maestro de canto desde pequeña.
Sus primeros inicios artísticos los realizó desde los 4 años de edad y en los siguientes años ganó diversos festivales de la canción locales. En el año 2012 viajó a Lima junto a su padre y hermano, para buscar oportunidades en el rubro de la música y además poder estudiar una carrera profesional en el futuro.

## Carrera

### Inicios
En 2012, audicionó en la primera temporada de Perú tiene talento, en que solo permaneció en la primera eliminatoria.
En 2014, participó en la primera temporada de Yo Soy Kids imitando a Isabel Pantoja, ganando en la final como premio el galardón y una carrera universitaria pagada.
El 13 de junio de 2014, Lita fue homenajeada por la Municipalidad de Maynas, quien la declaró «Hija predilecta de la ciudad de Iquitos», por su espíritu guerrero, la humildad, perseverancia y talento que demostró durante todo el concurso.

### 2018 - 2022: Proyecto como solista -La voz Perú
En 2018, regresó a la televisión peruana, al dejar su faceta de imitadora, para presentarse en la primera temporada de Los cuatro finalistas.
En 2021, luego de haberse recuperado del COVID-19 y quedar con secuelas en su voz, entró en las «audiciones a ciegas» en la cuarta temporada de La voz Perú. Aunque no logró pasar esa instancia, recibió los ánimos de los entrenadores para volver a concursar en la siguiente temporada.
A fines de 2021, participó en la Temporada 31 de Yo Soy, denominada Yo Soy Grandes Batallas Internacional, que volvió a imitar nuevamente a Isabel Pantoja con tesitura adulta.
En el año 2022 audicionó por segunda vez a La Voz Perú en busca de su revancha personal. En ella consiguió la aprobación de Eva Ayllón para pasar a la siguiente etapa de batallas. Posteriormente, representó en la gran final del 20 de agosto, en donde finalmente se convierte en la ganadora de la temporada y obtuvo la posibilidad de grabar una canción bajo el sello de Universal Music. El entrenador rival Noel Schajris calificó de «espectacular» la interpretación de su canción final «Desesperado».
El 24 de septiembre, junto a Eva Ayllón, fue invitada especial en el Festival Internacional de la Canción de la Amazonía, en el Estadio Max Augustin de Iquitos, recibiendo a miles de espectadores.
El 14 de octubre, celebrando su faceta como solista, brindó un concierto en el Teatro Plaza Norte de Lima, teniendo como artista invitada a la cantante Eva Ayllón.
El 23 de octubre, Lita tuvo una participación especial en el concierto de la cantante argentina Valeria Lynch en el Teatro Caupolicán, en Chile. Además que estuvo acompañada de diversos artistas internacionales como: el cantante e integrante del grupo de rock argentino Attaque 77, Mariano Martínez, la cantante española Tamara y el cantante chileno y ganador de The Voice Chile, Pablo Rojas.
El 17 de noviembre, asumió como coentrenadora del equipo Eva Ayllón, para el programa La Voz Kids Perú en su quinta temporada.
El 7 de diciembre, formó parte del concierto titulado Vive Perú 2, acompañada de la agrupación Los Ardiles, el cantante Willy Rivera, mezclando la música criolla, la salsa y la música romántica, en Centro de Convenciones Bianca de Barranco.
El 24 de diciembre, fue artista invitada para el especial de Navidad en La voz Generaciones, entonando el villancico «Noche de paz».

### 2023: Kalma Music
El 8 de marzo con el sello Kalma Music, estrenó su primera canción inédita "Me cansé de ti", una balada pop bajo la autoría del productor español José Abraham.
El 14 de abril abrió el concierto de la cantante Marisela, en el Gran Arena Monticello, Chile.
El 27 de mayo realizó su concierto denominado "En primera fila" en el Teatro Canout de Lima, teniendo como artistas invitadas a Amy Gutiérrez, Veruska Verdú y la cantante mexicana Ingrid Contreras.
El 7 de junio abrió el concierto de la cantante mexicana Daniela Romo, en el Anfiteatro del Parque de la Exposición, Lima.
El 23 de junio, fue la artista invitada para el concierto de la cantautora y activista Lachi junto a la Embajada de Estados Unidos, con el fin de promover la diversidad y la inclusión de las personas con discapacidad, en la Universidad Nacional de la Amazonía Peruana, Iquitos.
El 30 de junio realizó su concierto en el auditorio del Colegio San Agustín en Iquitos, presentando una réplica del show "En Primera Fila" de Lima.
El 15 de julio tuvo una participación especial en el concierto de la cantante Eva Ayllón, por sus 50 años de trayectoria, en el Estadio San Marcos.
El 6 de agosto, fue parte del Festival Radio Corazón que se realizó en el Real Plaza Puruchuco, frente a más de 8 mil asistentes.
El 15 de septiembre, estrenó su segunda canción inédita "Luchadora", como homenaje a toda mujer que no se deja vencer por las adversidades y que, a pesar de la caídas, sigue luchando por alcanzar sus sueños. Bajo la producción musical de José Abraham y el sello Kalma Music. Además de contar con Eva Ayllón como coach vocal.
En tres semanas del lanzamiento de "Luchadora", el videoclip alcanzó el millón de reproducciones en YouTube.
En noviembre, se estrena la canción "Entrégate" junto al cantante argentino M. Roca y con la producción musical de Sergio George. Además de lanzar la versión en salsa de su primer tema inédito "Me cansé de ti" junto a Veruska Verdú, finalista de La voz Perú.
El 2 de diciembre, realizó su concierto titulado "Luchadora" en el Teatro Canout de Lima, teniendo como artistas invitados a M. Roca, Sebastián Landa y Eva Ayllón.

### 2024: Viña del Mar - "Luchadora"
En enero de 2024 Pezo versionó la canción de «Bienvenido señores a Iquitos» que fue compuesto por Rail Vásquez como conmemoración a la capital del departamento de Loreto.
En febrero de 2024, debido a su trayectoria y próxima a representar al Perú en el Festival Viña del Mar 2024, Chile. Fue nombrada embajadora de la Marca Loreto, encargo que recibió por parte del Gobierno Regional de Loreto, en una ceremonia realizada en las instalaciones de PromPerú, Iquitos.
Lita junto al compositor y productor musical José Abraham, ganaron la oportunidad de participar en el Festival de Viña del Mar 2024. Interpretó la canción Luchadora. Durante los dos primeros conciertos de la Competencia Internacional tuvo el mejor promedio parcial, y clasificó a la final con nota 6,3 convirtiéndose en la participante con mejor puntuación de su categoría. En la noche final, sacó una nota virtual de 6.1 siendo la más votada por el público. Sin embargo quedó como tercer lugar de su categoría con nota 2.7. Suceso que fue objeto de controversia por diversos países, ya que cuestionaban los criterios del jurado y consideraban que la intérprete peruana debió tener una mejor calificación.
A su llegada a Perú en marzo, tuvo un multitudinario recibimiento, siendo ovacionada por fanáticos y la prensa nacional que la estaba esperando en el aeropuerto Jorge Chávez, además de ser portada de diversos medios de comunicación. Recibió la felicitación del Ministerio de la Mujer, de Leslie Urteaga, titular del Ministerio de Cultura, de la presidenta de la República, Dina Boluarte; y de la Municipalidad de Lima.
El 23 de marzo, Lita dio inicio al "Luchadora Tour", serie de conciertos en el interior del país, y con el respaldo del Ministerio de Cultura. Presentándose en el Coliseo Cerrado de Iquitos, donde fue recibida con un reconocimiento por parte de las autoridades de la región Loreto y cerca de cuatro mil personas reunidas. Además de tener como invitada especial a Eva Ayllón.
El 2 de abril, Pezo inicia como participante en la séptima temporada de El gran chef famosos, programa de televisión peruana de competencia gastronómica.
El 27 de abril, Lita regresó a Chile para abrir el concierto del dúo Sin Bandera en el Anfiteatro de la Quinta Vergara, recibiendo una ovación del público viñamarino.
El 2 de mayo, lanzó una nueva versión de su tema Luchadora, del cual fue invitada a colaborar con la Orquesta Internacional de la PNP en el Teatro Segura, en homenaje al Día de la Mujer Policía Policía del Perú.
El 31 de mayo, Pezo ofreció un concierto en el Anfiteatro del Parque de la Exposición, reuniendo a más de tres mil personas. Tuvo como invitados a Amy Gutiérrez, Eva Ayllón y Mauricio Mesones. Además estrenó en vivo "Siempre tú", siendo este su tercer tema inédito y en colaboración con el compositor José Abraham.
El 14 de junio, Lita tuvo una participación especial en el concierto de la cantante Eva Ayllón en el Teatro Canout. Además que estuvo acompañada de diversos artistas nacionales e internacionales como: Homero del Perú y el cantante chileno Luis Jara.
El 16 de julio, junto a Kayfex y Los Wembler´s, lanzaron el videoclip de "Mejor sin ti", siendo esta su primera incursión en la cumbia amazónica.
A finales de julio, Pezo fue parte de la celebración especial por fiestas patrias en el Aeropuerto Internacional Jorge Chávez, además de realizar un concierto en el Circuito Mágico del Agua.
El 28 de julio, participó en el Festival de la Peruanidad en Santiago de Chile, por las fiestas patrias peruanas y comunidad residente en el país, junto a artistas como Corazón Serrano y Armonía 10.

## Arte

### Influencias y estilo musical
Desde su infancia hasta la actualidad, los géneros musicales que aborda son: la balada, el bolero y la ranchera. Lita expresó que «no estoy cerrada a la posibilidad de variar» sus estilos musicales.
Sus artistas favoritas y señaladas como influencia son: Isabel Pantoja, Rocío Dúrcal, Rocío Jurado, Amanda Miguel, Myriam Hernández, Yuri, Daniela Romo, Mon Laferte, Yuridia, entre otros.

### Recepción por artistas nacionales e internacionales
Durante la transición de Pezo como solista, su mayor referente comentó que:

“Mi Lita Pezo, ya no es que me imitéis, no: sois alumna mía... Para mí es un orgullo que lo hagáis, me siento orgullosa y que lo hagáis tan bien”. Según unas declaraciones de la cantante española Isabel Pantoja durante su concierto en Lima publicado por el diario La República.

Otros artistas manifestaron críticas positivas sobre su desempeño de solista:

“Lo que acaba de hacer en ese escenario es espectacular, merece ganar esta competencia. Gran cantante, lo digo de corazón”. Según unas declaraciones del cantante argentino Noel Schajris en un programa de televisión publicado por el diario La República.

“Tiene identidad, tiene potencia, tiene carisma, tiene ángel. Me gusta mucho. Lo que estás haciendo cada vez es mucho más increíble, mucho más de lo que yo misma me imaginé”. Según unas declaraciones de la cantante Daniela Darcourt en un programa de televisión publicado por el diario La República.

“Lita, mis respetos para esta presentación. De verdad que estoy muy feliz. Te felicito por todo lo que estás logrando. Quiero que sigas adelante”. Según unas declaraciones del cantante Christian Yaipén en un programa de televisión publicado por el diario La República.

“Lita tiene mucha sensibilidad, tiene un alto grado de interpretación, es responsable para cantar, el histrionismo lo utiliza en el momento preciso y aparte, tiene una afinación increíble y una voz linda”. Según unas declaraciones de la cantante Eva Ayllón para la cadena de radio RPP.

“Entre las mejores cantantes del país, está Lita Pezo, ella es un diamante en bruto y me encanta trabajar con artistas como ella, que se pueden moldear musicalmente y preparar mentalmente para lo que se aproxima”. Según unas declaraciones del productor musical Sergio George publicado por el diario Infobae.

## Vida personal
En agosto de 2022, mediante una entrevista para Infobae, Lita expresó tener problemas visuales, en el cual sigue en constante tratamiento.
En una entrevista para diario La República, Lita confesó que ganó una beca universitaria en la Universidad César Vallejo tras ganar Yo soy Kids que «no se consumió por temas laborales». En su lugar recibió Ciencias de la Comunicación en un instituto particular.

## Créditos

### Televisión
| Año  | Título                                | Rol                                  | Emisión           | Notas                        | Ref.   |
| ---- | ------------------------------------- | ------------------------------------ | ----------------- | ---------------------------- | ------ |
| 2012 | Perú tiene talento                    | Participante                         | Latina Televisión | Primera temporada            | [ 85 ] |
| 2013 | Perú tiene talento                    | Participante                         | Latina Televisión | Segunda temporada            | [ 85 ] |
| 2014 | Yo soy Kids                           | Imitadora Isabel Pantoja             | Latina Televisión | Ganadora (Primera temporada) | [ 86 ] |
| 2018 | Los cuatro finalistas                 | Retadora / Finalista                 | Latina Televisión | Primera temporada            | [ 25 ] |
| 2021 | La voz Perú                           | Participante                         | Latina Televisión | Cuarta temporada             | [ 27 ] |
| 2021 | Yo Soy Grandes Batallas Internacional | Imitadora Isabel Pantoja             | Latina Televisión | Temporada 31                 | [ 28 ] |
| 2022 | La voz Perú                           | Participante                         | Latina Televisión | Ganadora (Quinta temporada)  | [ 87 ] |
| 2022 | La voz Kids                           | Co-entrenadora del equipo Eva Ayllón | Latina Televisión | Quinta temporada             | [ 36 ] |
| 2022 | La voz Generaciones                   | Invitada (Especial de Navidad)       | Latina Televisión | Primera temporada            | [ 88 ] |
| 2023 | La voz Perú                           | Invitada especial                    | Latina Televisión | Sexta temporada              | [ 89 ] |
| 2024 | El gran chef famosos                  | Participante                         | Latina Televisión | Séptima temporada            | [ 90 ] |

### Teatro
| Año  | Título                      | Rol                     | Lugar                                                                  | Ref.   |
| ---- | --------------------------- | ----------------------- | ---------------------------------------------------------------------- | ------ |
| 2018 | Jesucristo Superstar Gótico | María Magdalena         | (Auditorio Central) Universidad Nacional José Faustino Sánchez Carrión | [ 91 ] |
| 2019 | Jesucristo Superstar        | María Magdalena         | (Teatro) Plaza Norte                                                   | [ 92 ] |
| 2023 | Antes de que te vayas       | Ann / El velorio de Ann | (Teatro) Barranco                                                      | [ 93 ] |
| 2023 | Oz, la Bruja y el Mago      | Dorothy                 | Teatro Peruano Japonés                                                 | [ 94 ] |

## Discografía

### Álbumes en vivo
- 2023: En Primera Fila[95]

### Sencillos
- «Me cansé de ti» (2023)[96]

- «Luchadora» (2023)[97]

- «Siempre tú» (2024)[98]

### Colaboraciones
- «Me cansé de ti» (versión salsa) junto a Veruska Verdú (2023)[99]
- «Entrégate» junto a M. Roca, Sergio George (2023)[100]
- «Mejor sin ti» junto a Kayfex, Los Wembler's (2024)[68]

## Giras
Solista
- 2024: Tour Luchadora (Perú - Chile - Argentina)[101]

## Premios y distinciones
| Año  | Lugar                                                      | País  | Categoría                                 | Trabajo     | Resultado | Notas   |
| ---- | ---------------------------------------------------------- | ----- | ----------------------------------------- | ----------- | --------- | ------- |
| 2014 | Yo soy Kids                                                | Perú  | Cantante/imitadora                        | Ella misma  | Ganadora  | [ 86 ]  |
| 2014 | Municipalidad Provincial de Maynas                         | Perú  | «Hija predilecta de la ciudad de Iquitos» | Ella misma  | Incluida  | [ 23 ]  |
| 2022 | La voz Perú                                                | Perú  | Cantante                                  | Ella misma  | Ganadora  | [ 87 ]  |
| 2024 | Gobierno Regional de Loreto                                | Perú  | «Embajadora de la Marca Loreto»           | Ella misma  | Incluida  | [ 56 ]  |
| 2024 | LXIII Festival Internacional de la Canción de Viña del Mar | Chile | Competencia Internacional                 | «Luchadora» | Finalista | [ 58 ]  |
| 2024 | LXIII Festival Internacional de la Canción de Viña del Mar | Chile | Mejor Intérprete                          | «Luchadora» | Finalista | [ 58 ]  |
| 2024 | Ritmo Romántica                                            | Perú  | Mejor Lanzamiento Del Verano              | «Luchadora» | Ganadora  | [ 102 ] |